# Pegoplata freidbergi
Pegoplata freidbergi är en tvåvingeart som beskrevs av Verner Michelsen 1989. Pegoplata freidbergi ingår i släktet Pegoplata och familjen blomsterflugor. Inga underarter finns listade i Catalogue of Life.